# ترکیب یگان‌های نیروهای محور در عملیات بارباروسا

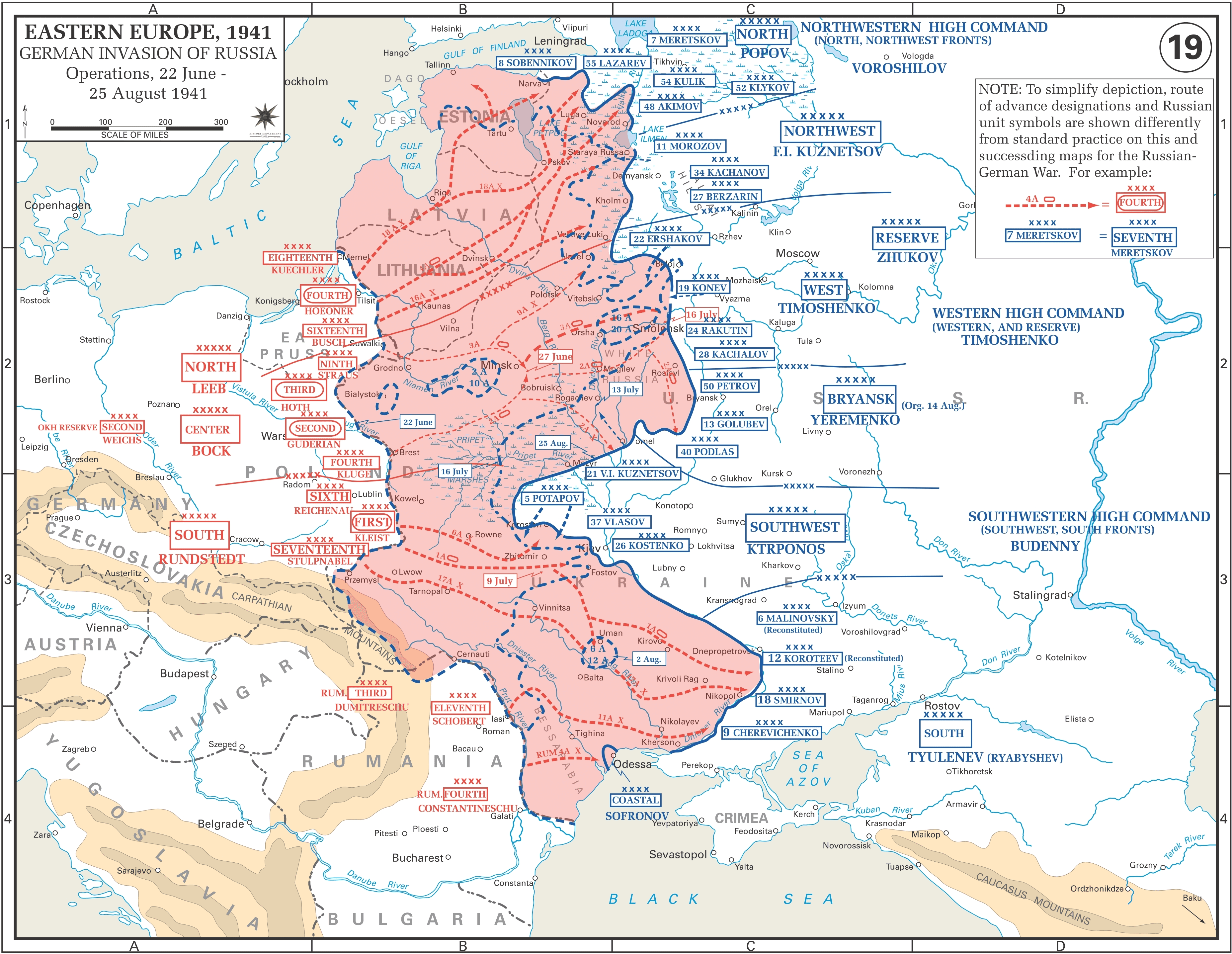
موقعیت و مسیر تهاجم یگان‌های آلمانی در عملیات بارباروسا

این نوشتار شامل یگان‌های نیروهای مسلح آلمان شامل ورماخت (هیر و لوفت‌وافه) و وافن اس‌اس و متحدان آن در نیروهای محور در روز نخست عملیات بارباروسا است. با توجه به جابه‌جایی‌های متعدد و مکرر یگان‌ها اختلاف‌هایی بین منابع مختلف در ارتباط با موقعیت برخی یگان‌ها در این روز وجود دارد.
نام‌های داخل پرانتز نام رئیس یا افسر ستاد یگان است و درجه‌ها مربوط به روز ۲۲ ژوئن ۱۹۴۱ می‌باشد.

## ترکیب نیروها
| گروه ارتش                       | ارتش                            | پیاده‌نظام      | پیاده‌نظام موتوریزه | زرهی | سواره‌نظام | کوهستان | امنیت     | مجموع          |
| ------------------------------- | ------------------------------- | -------------- | ------------------ | ---- | --------- | ------- | --------- | -------------- |
| شمال                            |                                 |                |                    |      |           |         |           |                |
| گروه زرهی ۴                     | ۱۰                              | ۳              | ۳                  | ۰    | ۰         | ۱       | ۳۰        |                |
| هجدهم                           | ۱۰                              | ۳              | ۳                  | ۰    | ۰         | ۱       | ۳۰        |                |
| شانزدهم                         | ۱۰                              | ۰              | ۰                  | ۰    | ۰         | ۲       | ۳۰        |                |
| ذخیره                           | ۱                               | ۰              | ۰                  | ۰    | ۰         | ۰       | ۳۰        |                |
| مرکز                            |                                 |                |                    |      |           |         | ۳۰        |                |
| گروه زرهی ۲                     | ۱۸                              | ۴              | ۵                  | ۱    | ۰         | ۲       | ۵۱        |                |
| چهارم                           | ۱۸                              | ۴              | ۵                  | ۱    | ۰         | ۲       | ۵۱        |                |
| گروه زرهی ۳                     | ۱۲                              | ۳              | ۴                  | ۰    | ۰         | ۱       | ۵۱        |                |
| نهم                             | ۱۲                              | ۳              | ۴                  | ۰    | ۰         | ۱       | ۵۱        |                |
| ذخیره                           | ۱                               | ۰              | ۰                  | ۰    | ۰         | ۰       | ۵۱        |                |
| جنوب                            |                                 |                |                    |      |           |         |           |                |
| گروه زرهی ۱                     | ۱۱                              | ۳              | ۵                  | ۰    | ۰         | ۱       | ۴۳ آ ۱۴ ر |                |
| ششم                             | ۱۱                              | ۳              | ۵                  | ۰    | ۰         | ۱       | ۴۳ آ ۱۴ ر |                |
| یازدهم                          | ۷ آ – ۱۴ ر                      | ۰              | ۰                  | ۰    | ۰         | ۰       | ۴۳ آ ۱۴ ر |                |
| هفدهم                           | ۷                               | ۰              | ۰                  | ۰    | ۴         | ۲       | ۴۳ آ ۱۴ ر |                |
| ذخیره                           | ۱                               | ۰              | ۰                  | ۰    | ۲         | ۰       | ۴۳ آ ۱۴ ر |                |
| ارتش نروژ                       |                                 |                |                    |      |           |         |           |                |
| سپاه ۳۶                         | ۱ آ – ۱ ف                       | ۰              | ۰                  | ۰    | ۰         | ۰       | ۳ آ – ۳ ف |                |
| سپاه کوهستان نروژ               | ۰                               | ۰              | ۰                  | ۰    | ۲         | ۰       | ۳ آ – ۳ ف |                |
| سپاه ۳ فنلاند                   | ۲ ف                             | ۰              | ۰                  | ۰    | ۰         | ۰       | ۳ آ – ۳ ف |                |
| ذخیره فرماندهی عالی نیروی زمینی | ذخیره فرماندهی عالی نیروی زمینی | ۲۱             | ۱                  | ۲    | ۰         | ۰       | ۰         | ۲۴             |
| مجموع                           | مجموع                           | ۱۰۰ آ ۱۴ ر ۳ ف | ۱۴                 | ۱۹   | ۱         | ۸       | ۹         | ۱۵۱ آ ۱۴ ر ۳ ف |

آ: آلمانی - ر: رومانیایی - ف: فنلاندی

### آلمان

#### هیر

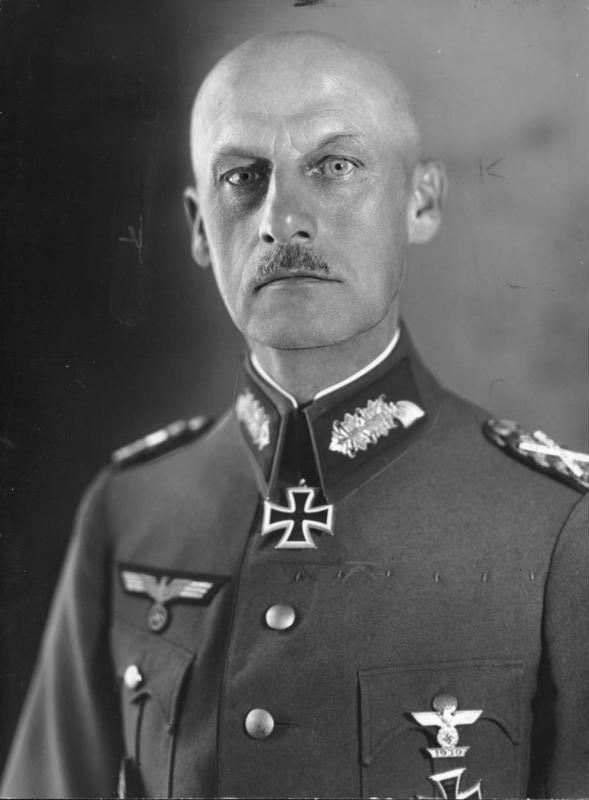
فیلدمارشال ویلهلم ریتر فون لیب

- گروه ارتش شمال - فیلدمارشال ویلهلم ریتر فون لیب

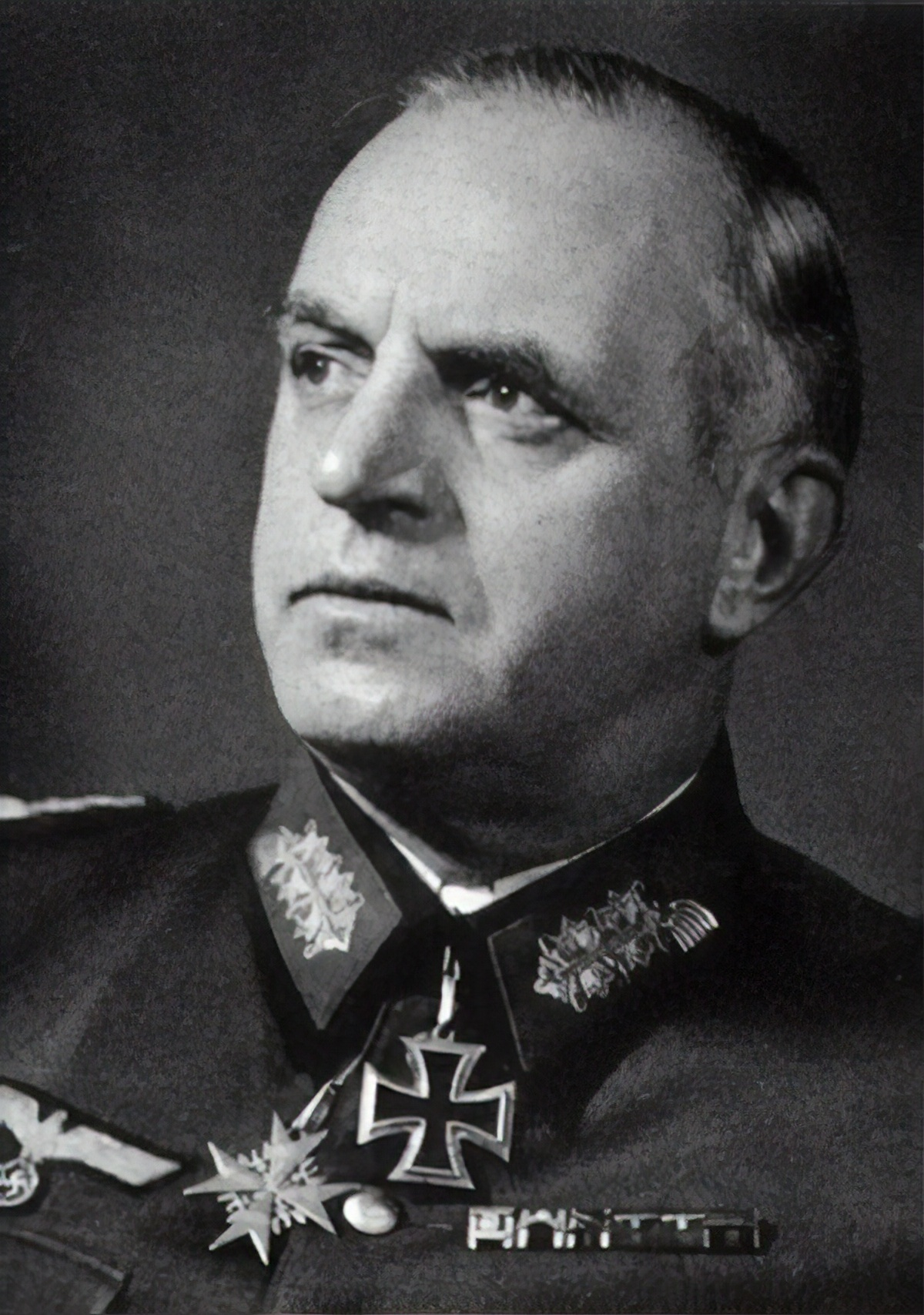
ارتشبد ارنست بوش

(سرلشکر کورت برنکه)

- -  ارتش شانزدهم - ارتشبد ارنست بوش
(سرهنگ ستاد رولف ووتمن)
    - سپاه ۲ - سپهبد والتر فون بروکدورف-آلفلت
(سرهنگ ستاد ویکتور کوخ)
      -  لشکر ۱۲ پیاده‌نظام - سرتیپ والتر فون زایدلیتس کورتسباخ
(سرهنگ دوم ستاد ایگنو فون کولانی)
      -  لشکر ۳۲ پیاده‌نظام - سرتیپ ویلهلم بونشتت
(سرگرد ستاد فریدل بلانکه)
      -  لشکر  ۱۲۱ پیاده‌نظام - سرتیپ اتو لانکئله
(سرگرد ستاد کورت برانشتِتر)

- -     - سپاه ۱۰ - سپهبد کریستیان هانزن
(سرهنگ ستاد هانس-یوآخیم فون هورن)
      -  لشکر ۳۰ پیاده‌نظام - سپهبد کورت فون بریزن
(سرهنگ دوم ستاد وولفدیریش ریتر فون سلاندر)
      -  لشکر ۱۲۶ پیاده‌نظام - سرلشکر پاول لاوکس
(سرهنگ دوم ستاد هانس-گئورگ فون شیون)

- -     - سپاه ۲۸ - سپهبد موریتس فون ویکتورین
(سرهنگ ستاد نیکولاوس فون فورمن)
      -  لشکر ۱۲۲ پیاده‌نظام - سرتیپ زیگفریت ماشولتس
(سرهنگ دوم ستاد هانس-یوآخیم فون برانیتس)
      -  لشکر ۱۲۳ پیاده‌نظام - سرلشکر والتر لیشل
(سرگرد ستاد ارنست کلاسینگ)

- -     - ذخیره:
      -  لشکر ۲۵۳ پیاده‌نظام - سرلشکر اتو شلرت
(سرگرد ستاد فرانتس شلیپر)

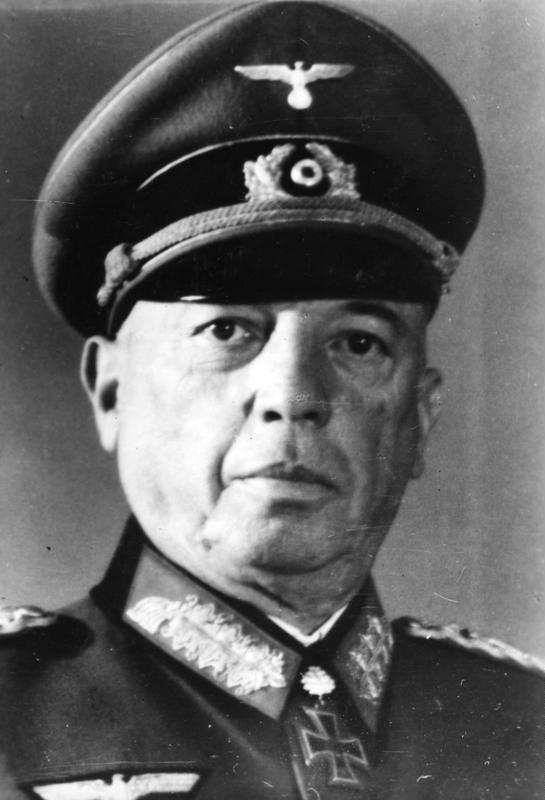
ارتشبد گئورگ فون کوشلر

- - ارتش هجدهم - ارتشبد گئورگ فون کوشلر
(سرهنگ ستاد کورت وگر)
    -  سپاه ۱ - سپهبد کونو-هانس فون بت
(سرهنگ ستاد اتو فون کریس)
      -  لشکر ۱ پیاده‌نظام - سرلشکر فیلیپ کلفل
(سرگرد ستاد پتر پاتنیوس)
      -  لشکر ۱۱ پیاده‌نظام - سرلشکر هربرت فون بکمن
(سرهنگ دوم کارل-هانس مورائو)
      -  لشکر ۲۱ پیاده‌نظام - سرتیپ اتو اشتونهایمر
(سرهنگ سرگرد برنارد فون شوالری)

- -     -  سپاه ۲۶ - سپهبد آلبرت وودریگ
(سرهنگ ستاد ریچارد-هاینریش فون رویس)
      -  لشکر ۶۱ پیاده‌نظام - سرلشکر زیگفریت هنیکه
(سرگرد ستاد یوآخیم کلاوس)
      - لشکر ۲۱۷ پیاده‌نظام - سرلشکر ریشارد بالتسر
(سرهنگ ستاد ووتناو)

- -     - سپاه ۳۸ - سپهبد فریدریش-ویلهلم فون شاپیوس
(سرهنگ دوم ستاد کورت زیورت)
      -  لشکر ۵۸ پیاده‌نظام - سرلشکر ایوان هوینرت
(سرهنگ دوم ستاد گرارد کاولباخ)

- -     -  لشکر ۲۹۱ پیاده‌نظام - سرلشکر کورت هرتسوگ
(سرگرد ویلهلم فون رِدِر)

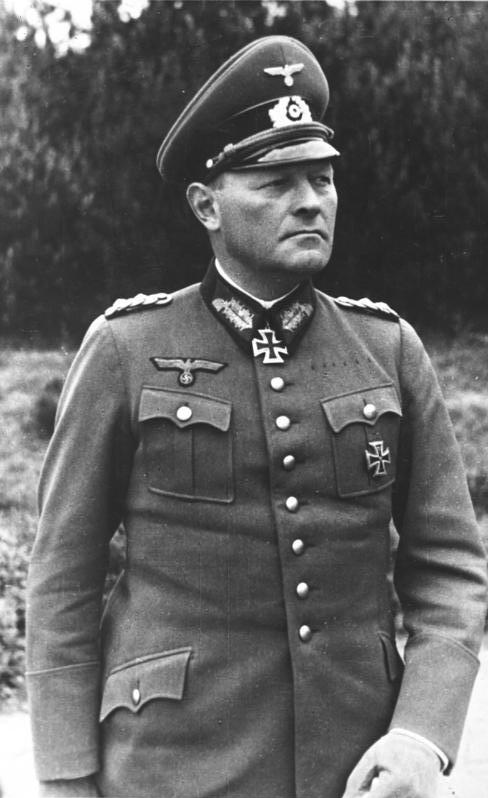
ارتشبد اریش هوپنر

- - گروه زرهی ۴ - ارتشبد اریش هوپنر
(سرهنگ ستاد والتر شال دو بولیو)
    -  سپاه ۴۱ موتوریزه - سپهبد گئورگ-هانس راینهارت
(سرهنگ ستاد هانس روتیگر)
      -  لشکر ۳۶ پیاده‌نظام موتوریزه - سرلشکر اتو-ارنست اتونباخر
(سرگرد ستاد هنینگ رونکل)
      -  لشکر ۲۶۹ پیاده‌نظام - سرلشکر ارنست فون لایزر
(سرگرد ستاد هانس-یورگن فرایهر فون لیدبور)
      -  لشکر ۱ زرهی - سرلشکر فریدریش کیرشنر
(سرهنگ دوم ستاد والتر ونک)
      -  لشکر ۶ زرهی - سرتیپ فرانتس لنتگراف
(سرگرد ستاد یوآخیم گراف فون کیلمنسگ)

- -     - سپاه ۵۶ موتوریزه - سپهبد اریش فون مانشتاین
(سرهنگ دوم ستاد هارالت فرایهر فون الورفلت)
      -  لشکر ۳ پیاده‌نظام - سرلشکر کورت یان
(سرگرد ستاد هانس-یورگن دینگلر)
      -  لشکر ۲۹۰ پیاده‌نظام - سرلشکر تئودور فرایهر فون ورده
(سرگرد ستاد ویلهلم هونس)
      -  لشکر ۸ زرهی - سرتیپ اریش براندنبرگر
(نامعلوم)

- -     - ذخیره:
      -  لشکر توتن‌کوپف اس‌اس - اوبرگروپنفورر (سپهبد) تئودور آیکه
(اوبراشتورمبانفورر (سرهنگ دوم) هاینتس لامردینگ)

- - فرماندهی ۱۰۱ اراضی پشت گروه ارتش - سرلشکر فرانتس فون روک
    - لشکر ۲۰۷ امنیت
    - لشکر ۲۸۱ امنیت
    - لشکر ۲۸۵ امنیت

- - ذخیره:
    - سپاه ۲۳ - سپهبد آلبرشت شوبرت
(سرهنگ ستاد آنتون رایشارد فون موخنهایم گنانت بشتولسهایم)
      -  لشکر ۲۰۶ پیاده‌نظام - سرتیپ هوگو هوفل
(سرهنگ دوم ستاد والتر فون بوگن اونت شونشتت)
      - لشکر ۲۵۱ پیاده‌نظام - سرلشکر هانس کراتسرت
(سرگرد ستاد هانس مِیِر-وِلکر)
      -  لشکر ۲۵۴ پیاده‌نظام - سرلشکر والتر بشنیت
(سرگرد ستاد گرارد واگنر)

- -     -  سپاه ۵۰ - سپهبد گئورگ لیندمن
(سرهنگ دوم ستاد رودلف اشپرل)
(ذخیره فرماندهی عالی نیروی زمینی پشت سر گروه ارتش شمال)
      -  لشکر ۸۶ پیاده‌نظام - سرتیپ یوآخیم ویتهوفت
(نامعلوم)
      -  لشکر پلیس - گروپنفورر آرتور مولفرشتات
(سرگرد ستاد راینمن)

- گروه ارتش مرکز - فیلدمارشال فدر فون بک

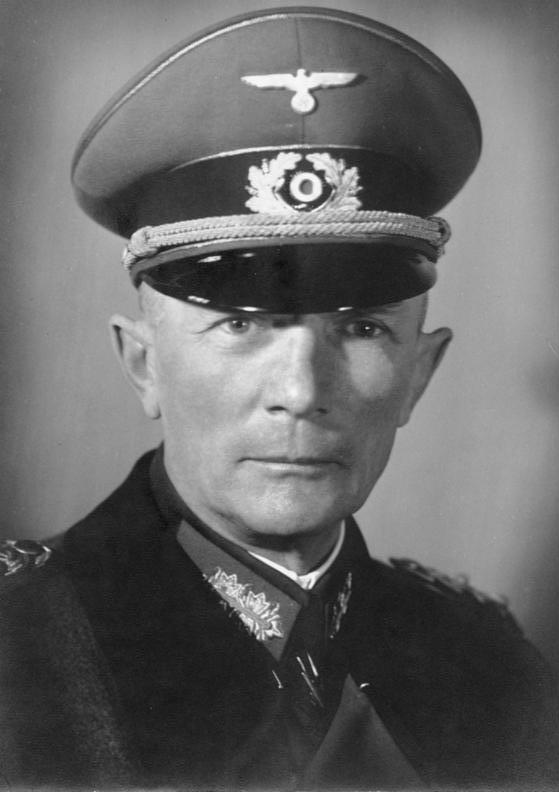
فیلدمارشال فدر فون بک

(سرتیپ هانس فون گرایفنبرگ)

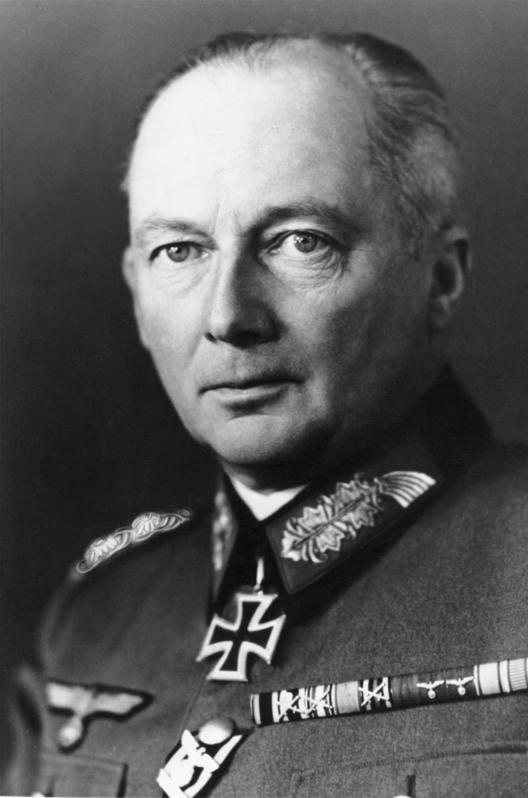
فیلدمارشال گونتر فون کلوگه

- -  ارتش چهارم - فیلدمارشال گونتر فون کلوگه
(سرهنگ ستاد گونتر بلومنتریت)
    - سپاه ۷ - سپهبد ویلهلم فارمباخر
(سرهنگ ستاد هانس کربس)
      -  لشکر ۷ پیاده‌نظام - سرلشکر اکارد فرایهر فون گابلنتس
(سرهنگ دوم ستاد پاول رایشلت)
      -  لشکر ۲۳ پیاده‌نظام - سرلشکر هاینتس هلمیش
(سرگرد ستاد ویلهلم هتسل)
      -  لشکر ۲۵۸ پیاده‌نظام - سرلشکر والدمار هنریجی
(سرهنگ دوم ستاد هانس-یوخن فلانتس)
      -  لشکر ۲۶۸ پیاده‌نظام - سرلشکر اریش اشتراوبه
(سرگرد ستاد کورت اشپیتسر)

- -     - سپاه ۹ - سپهبد هرمان گییر
(سرهنگ دوم ستاد هانس-اوتفریت فون لینزتو)
      - لشکر ۱۳۷ پیاده‌نظام - سرلشکر فریدریش برگمن
(سرگرد ستاد ویلهلم مِیِر-دترینگ)
      - لشکر ۲۶۳ پیاده‌نظام - سرلشکر ارنست هکل
(سرگرد ستاد زارتُریوس)
      - لشکر ۲۹۲ پیاده‌نظام - سرلشکر مارتین دمل
(سرگرد ستاد یوآخیم مایشسنر)

- -     - سپاه ۱۳ - سپهبد هانس فلبر
(سرهنگ ستاد رودلف هوفمن)
      - لشکر ۱۷ پیاده‌نظام - سرلشکر هربرت لوخ
(سرگرد ستاد هانس دیکمن)
      - لشکر ۷۸ پیاده‌نظام - سپهبد کورت گالنکمپ
(نامعلوم)

- -     - سپاه ۴۳ - سپهبد گتهارت هاینریکی
(سرهنگ ستاد فریدریش شولتز)
      - لشکر ۱۳۱ پیاده‌نظام - سپهبد هاینریش میر بوردورف
(سرگرد ستاد فریتس مرکر)
      - لشکر ۱۳۴ پیاده‌نظام - سرلشکر کونراد فون کوشنهاوزن
(سرگرد ستاد هانس ریشرت)
      - لشکر ۲۵۲ پیاده‌نظام - سپهبد دیتر فون بوم-بتسینگ
(سرگرد ستاد ابرهارد فون شونفلت

- - ارتش نهم - ارتشبد آدولف اشتراوس
(سرهنگ ستاد کورت وکمن)
    - سپاه ۸ - سپهبد والتر هایتس
(سرهنگ ستاد برنارد اشتاینمتس)
      - لشکر ۸ پیاده‌نظام - سرتیپ گوستاف هونه
(سرگرد ستاد ویلی دایله)
      - لشکر ۲۸ پیاده‌نظام - سرلشکر یوهان زینهوبر
(سرگرد ستاد کورت گوندلاش)
      - لشکر ۱۶۱ پیاده‌نظام - سرتیپ سرتیپ هرمان ویلک
(سرگرد ستاد اولدویک فون ناتسمر)

- -     - سپاه ۲۰ - سپهبد فریدریش ماترنا
(سرهنگ ستاد امیل ووگل)
      - لشکر ۱۶۲ پیاده‌نظام - سرلشکر هرمان فرانکه
(سرگرد ستاد هانس-ورنر فرایهر فون هامرشتاین-گسمولت)
      - لشکر ۲۵۶ پیاده‌نظام - سرلشکر گرهارت کاوفمن
(سرگرد ستاد آلبرشت فون واربورگ)

- -     - سپاه ۴۲ - سپهبد والتر کونتسه
(سرهنگ ستاد هاینتس زیگلر)
      - لشکر ۸۷ پیاده‌نظام - سرلشکر بوگیسلاف فون اشتوتنیتس
(نامعلوم)
      - لشکر ۱۰۲ پیاده‌نظام - سرتیپ جون آنزات
(سرهنگ دوم ستاد آلفرد چیردوان)
      - لشکر ۱۲۹ پیاده‌نظام - سرتیپ استفان ریتائو
(سرگرد ستاد زاخنباخر)

- - گروه زرهی ۲ - ارتشبد هاینتس گودریان
(سرهنگ ستاد کورت فرایهر فون لیبنشتاین)
    - سپاه ۱۲ - سپهبد والتر شروت
(سرهنگ دوم ستاد زیگفریت فون والدنبورگ)
      - لشکر ۳۱ پیاده‌نظام - سرتیپ کورت کالموکوف
(سرگرد ستاد فریتس اولریخ)
      - لشکر ۳۴ پیاده‌نظام - سرلشکر هانس بلندورف
(سرهنگ دوم ستاد هاینس هاینریش)
      - لشکر ۴۵ پیاده‌نظام - سرتیپ فریتس شلیپر
(سرگرد ستاد آرمین دتمر)

- -     - سپاه ۲۴ موتوریزه - سپهبد لئو گیر فون شوپنبورگ
(نامعلوم)
      - لشکر ۱ سواره‌نظام - سرتیپ کورت فلت
(نامعلوم)
      -  لشکر ۱۰ پیاده‌نظام موتوریزه - سرلشکر فریدریش-ویلهلم فون لوپر
(سرهنگ دوم ستاد گئورگ فون اونولت)
      -  لشکر ۲۵۵ پیاده‌نظام - سرلشکر ویلهلم وتسل
(سرگرد ستاد گئورگ متسکه)
      -  لشکر ۲۶۷ پیاده‌نظام - سرتیپ فریدریش-کارل فون واختر
(سرگرد ستاد ایوو-تیلو فون تروتا)
      -  لشکر ۳ زرهی - سرلشکر والتر مدل
(نامعلوم)
      -  لشکر ۴ زرهی - سرتیپ ویلیبالت فون لانگرمن اونت ارلنکمپ
(سرهنگ دوم ستاد اتو هایتکمپر)

- -     - سپاه ۴۶ موتوریزه - سپهبد هاینریش فون فیتینگهوف
(سرهنگ دوم ستاد هانس-یوآخیم فون در بورگ)
      -  لشکر ۱۰ زرهی - سرلشکر فردیناند شال
(نامعلوم)
      -  لشکر رایش اس‌اس - گروپنفورر (سرلشکر) پاول هاوسر
(اشتاندارتنفورر (سرهنگ) ورنر اوستندورف)
      -  هنگ پیاده‌نظام موتوریزه گروس‌دویچلانت - سرهنگ دوم ویلهلم-هونلت فون اشتوکهاوزن

- -     - سپاه ۴۷ موتوریزه - سپهبد یوآخیم لملزن
(سرهنگ ستاد کورت وگر)
      -  لشکر ۲۹ پیاده‌نظام موتوریزه - سرتیپ والتر فون بلتنشترن
(سرهنگ دوم ستاد گرهارت فرانتس)
      -  لشکر ۱۶۷ پیاده‌نظام - سرلشکر هانس شونهرل
(سرگرد ستاد والتر نیکلاوس)
      -  لشکر ۱۷ زرهی - سرلشکر هانس-یورگن فون آرنیم
(سرهنگ دوم ستاد بوگیسلاو فون بونین)
      -  لشکر ۱۸ زرهی - سرتیپ والتر نرینگ
(نامعلوم)

- - گروه زرهی ۳ - ارتشبد هرمان هوت
(سرهنگ دوم ستاد والتر هونرسدورف)
    - سپاه ۵ - سپهبد ریشارد روئوف
(سرهنگ ستاد آرتور اشمیت)
      - لشکر ۵ پیاده‌نظام - سرتیپ کارل آلمندینگر
(سرگرد ستاد هلموت شولتسه)
      - لشکر ۳۵ پیاده‌نظام - سرلشکر والتر فیشر فون وایکرستال
(سرگرد ستاد هانس باومن)

- -     - سپاه ۶ - سپهبد اوتو-ویلهلم فورتستر
(سرهنگ ستاد هانس دگن)
      - لشکر ۶ پیاده‌نظام - سرلشکر هلگه آولب
(سرگرد ستاد هانس لاسمن)
      - لشکر ۲۶ پیاده‌نظام - سرتیپ والتر وایس
(سرگرد ستاد ارنست لاسن)

- -     - سپاه ۳۹ موتوریزه - سپهبد رودولف اشمیت
(سرهنگ ستاد هانس-گئورگ هیلدبرانت)
      - لشکر ۱۴ پیاده‌نظام موتوریزه - سرلشکر فریدریش فورست
(سرگرد ستاد گوتس بِنِکه)
      - لشکر ۲۰ پیاده‌نظام موتوریزه - سرتیپ هانس سورن
(سرهنگ دوم ستاد یوآخیم سیگلر)
      - لشکر ۷ زرهی - سرتیپ هانس فرایهر فون فونک
(نامعلوم)
      - لشکر ۲۰ زرهی - سرتیپ هورست اشتومپف
(سرگرد ستاد کورت-اولریخ فون گرسدورف)

- -     - سپاه ۵۷ موتوریزه - سپهبد آدولف-فریدریش کونتسن
(سرهنگ دوم ستاد فریدریش فانگور)
      -  لشکر ۱۸ پیاده‌نظام موتوریزه - سرتیپ فریدریش هرلاین
(سرهنگ دوم ستاد هاینریش نوتله)
      -  لشکر ۱۲ زرهی - سرتیپ یوزف هارپه
(نامعلوم)
      -  لشکر ۱۹ زرهی - سرلشکر اتو فون کنوبلسدورف
(نامعلوم)

- - فرماندهی ۱۰۲ اراضی پشت گروه ارتش - سپهبد ماکس فون شنکندورف

- - ذخیره:
    - قرارگاه سپاه ۵۳ - سپهبد کارل وایزنبرگر
(سرهنگ ستاد کورت وگر)

- گروه ارتش جنوب - فیلدمارشال گرت فون روندشتت
(سپهبد گئورگ فون زودنشترن)
  -  ارتش ششم - فیلدمارشال والتر فون رایشناو
(سرهنگ ستاد فردیناند هایم)
    -  سپاه ۱۷ - سپهبد ورنر کینیتس
(سرهنگ ستاد هنینگ فون تادن)
      -  لشکر ۵۶ پیاده‌نظام - سرلشکر کارل فون اوون
(نامعلوم)
      -  لشکر ۶۲ پیاده‌نظام - سرلشکر والتر کاینر
(نامعلوم)

- - گروه زرهی ۱ - ارتشبد ایوالت فون کلایست
(سرهنگ ستاد کورت سایتسلر)
    - سپاه ۳ موتوریزه - سپهبد ابردهارد فون مکنزن
(سرهنگ ستاد ارنست-فلیکس فاکنشتت)
      - لشکر ۲۵ پیاده‌نظام موتوریزه - سرلشکر هاینریش کلوسنر
(سرگرد ستاد هاینریش گادکه)
      - لشکر ۱۳ زرهی - سرتیپ فریدریش-ویلهلم فون روتکیرش اونت پنتن
(سرهنگ دوم ستاد فریتس کرامر)
      - لشکر ۱۴ زرهی - سرتیپ فریدریش کون
(سرگرد ستاد رایموت هورست)

- -     - سپاه ۱۴ موتوریزه - سپهبد گوستاف آنتون فون ویترسهایم
(سرهنگ دوم ستاد فریدریش بلومکه)
      -  لشکر وایکینگ اس‌اس - بریگاده‌فورر (سرتیپ) فلیکس اشتاینر
(اشتورمبانفورر (سرگرد) گونتر اِکه)
      -  لشکر موتوریزه لایب‌اشتاندارته آدولف هیتلر اس‌اس - اوبرگروپنفورر (سپهبد) سپ دیتریش
(اوبراشتورمبانفورر (سرهنگ دوم) رودولف لمن)
      - لشکر ۹ زرهی - سرلشکر آلفرد ریتر فون هوبیکی
(سرهنگ دوم ستاد هانس-هورست فون نکر)
      -  لشکر ۱۶ زرهی - سرتیپ هانس-والنتین هوبه
(نامعلوم)

- -     - سپاه ۴۸ موتوریزه - سپهبد ورنر کمپف
(سرهنگ دوم ستاد ورنر فریبه)
      -  لشکر ۵۷ پیاده‌نظام - سرلشکر اسکار بلوم
(سرهنگ دوم ستاد هانس اشمیت)
      -  لشکر ۱۱ زرهی - سرلشکر لودویگ کروول
(نامعلوم)

- -     - سپاه ۲۹ - سپهبد هانس فون اوبستفلدر
(سرهنگ ستاد لودویگ مولر)
      -  لشکر ۴۴ پیاده‌نظام - سرلشکر فریدریش زیبرت
(سرگرد ستاد زیگمونت فرایهر فون ایمهوف)
      -  لشکر ۱۱۱ پیاده‌نظام - سرلشکر اتو اشتپف
(سرهنگ هانس اشتوش)
      - لشکر ۲۹۹ پیاده‌نظام - سرتیپ ویلی موزر
(سرگرد آلفرد سربل)

- -     - لشکر ۱۶ پیاده‌نظام موتوریزه - سرلشکر زیگفریت هنریکی
(سرهنگ دوم ستاد هربرت گوندلاخ)

- - فرماندهی ۱۰۳ اراضی پشت گروه ارتش - سرلشکر کارل فون روک

#### لوفت‌وافه
| ناوگان هوایی                    | جنگنده   | جنگنده   | بمب‌افکن | بمب‌افکنشیرجه‌ای | شناسایی  | شناسایی | آب‌نشین | مجموع    |
| ناوگان هوایی                    | تک‌موتوره | دوموتوره | بمب‌افکن | بمب‌افکنشیرجه‌ای | برد بلند | تاکتیکی | آب‌نشین | مجموع    |
| ------------------------------- | -------- | -------- | ------- | -------------- | -------- | ------- | ------ | -------- |
| ناوگان ۱ هوایی (گروه ارتش شمال) | ۱۵۹/۲۱   | -        | ۲۴۱/۴۸  | -              | ۹۲/۲۲    | ۸۷/۱۷   | ۲۷/۵   | ۶۰۶/۱۱۳  |
| ناوگان ۲ هوایی (گروه ارتش مرکز) | ۳۶۲/۱۵۵  | ۱۶۱/۳۶   | ۳۰۰/۱۱۵ | ۴۱۶/۱۰۵        | ۱۱۳/۳۰   | ۱۷۰/۲۸  | -      | ۱۵۲۲/۴۶۹ |
| ناوگان ۴ هوایی (گروه ارتش جنوب) | ۲۷۲/۶۹   | -        | ۳۵۶/۱۳۱ | ۴۰/۲۰          | ۹۷/۲۸    | ۱۴۹/۱۲  | -      | ۹۱۴/۲۶۰  |
| مجموع                           | ۷۹۳/۲۴۵  | ۱۶۱/۳۶   | ۸۹۷/۲۹۴ | ۴۵۶/۱۲۵        | ۳۰۲/۸۰   | ۴۰۶/۵۷  | ۲۷/۵   | ۳۰۴۲/۸۴۲ |
| ناوگان ۵ هوایی (فنلاند)         | ۱۰       | ۱۰       | ۴۰      | ۴۰             | ۱۰       | ۱۰      | -      | ۶۰       |

پانویس: غیرعملیاتی/مجموع

## کتابشناسی
- Blau, George E. (1955). The German Campaign In Russia; Planning And Operations (1940-1942). Department of the Army. ISBN 978-1-5061-5221-9.
- Hooton, Adolf (2016). War Over The Steppes: The Air Campaign On The Eastern Front 1941-45. Osprey Publishing. ISBN 978-1-4728-1563-7.